# Prinia subflava
La prinia modesta (Prinia subflava) es una especie de ave paseriforme de la familia Cisticolidae propia del África subsahariana. 

## Descripción

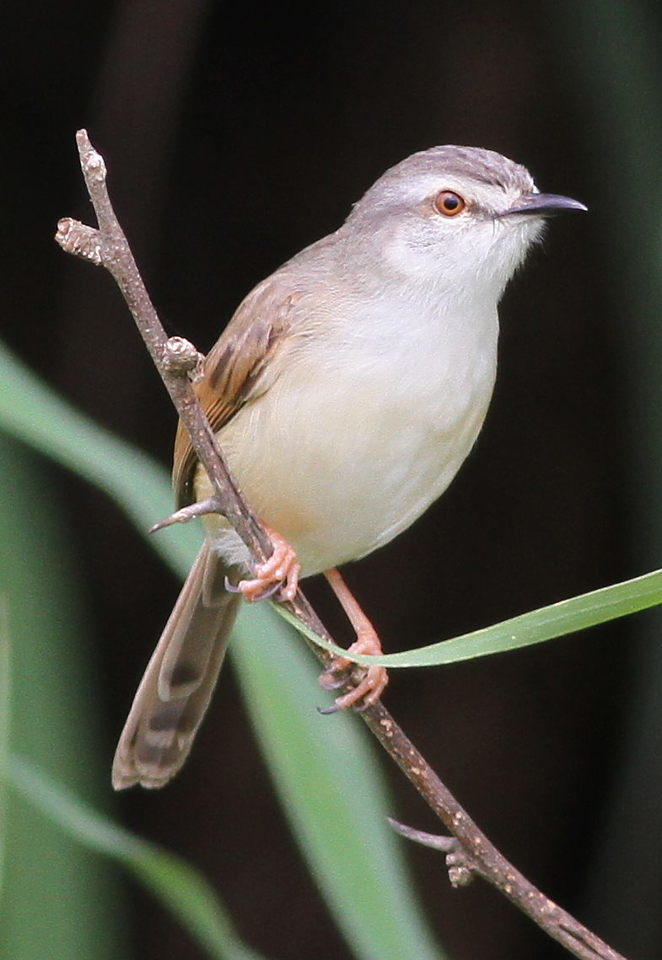
Ejemplar en el parque Kruger.

Mide entre 10 y 13 cm de longitud, incluida su cola larga, estrecha y escalonada. Tiene un pico negro, puntiagudo y bastante largo. Suele mantener la cola alzada o en movimiento. Sus partes superiores son de tonos pardo grisáceas, con las plumas de vuelo con terminaciones de color castaño rojizo, y cierto tono rufo en el obispillo. Su garganta y pecho son blanquecinos, mientras que sus flancos y bajo vientre son de color canela. Presenta listas superciliares blanquecinas, en contraste con su Píleo (aves)píleo grisáceo y sus bridas oscuras. Las plumas de su cola tienen la punta blanca y una banda oscura justo anterior a la punta. 

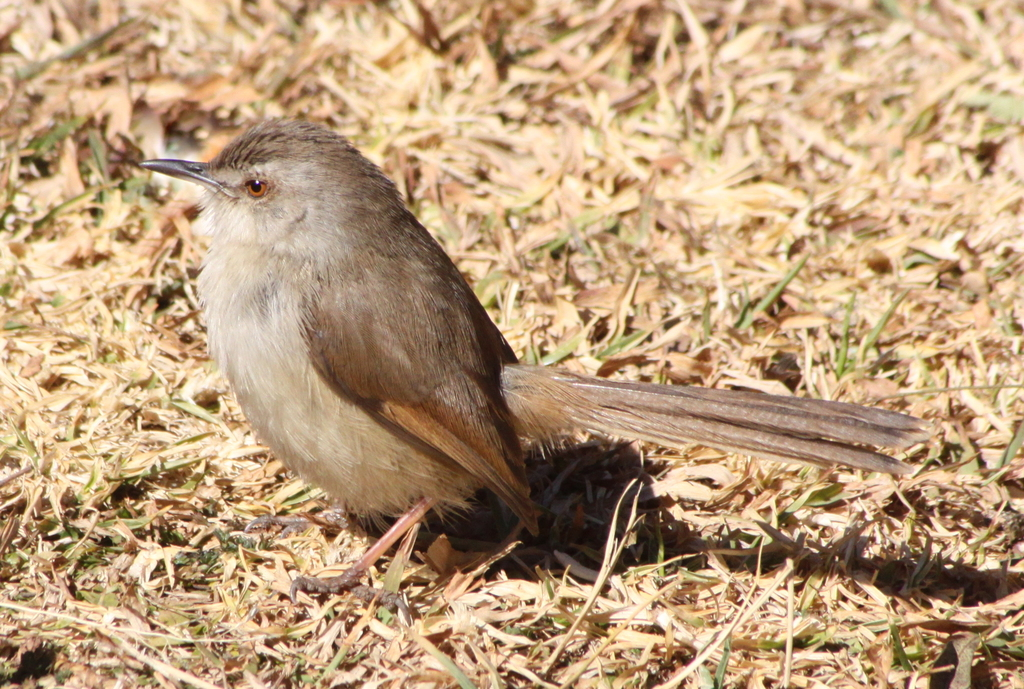
Ejemplar en la reserva natural Rietvlei, Sudáfrica.

Ambos sexos tienen una apariencia similar. Fuera de la época de cría tienen la cola más larga que en la plumaje reproductivo. Los juveniles tienen las partes inferiores de color amarillo claro y el pcio amarillento. 
La prinia somalí, del noreste de África, es similar, pero es más clara y gris y tiene los flancos blanquecinos, además vive en hábitats más secos y abiertos que la prinia modesta. También es similar a la prinia fluvial, de las riberas de África occidental, pero esta también es más clara y gris, y tiene la cola más larga.

## Taxonomía

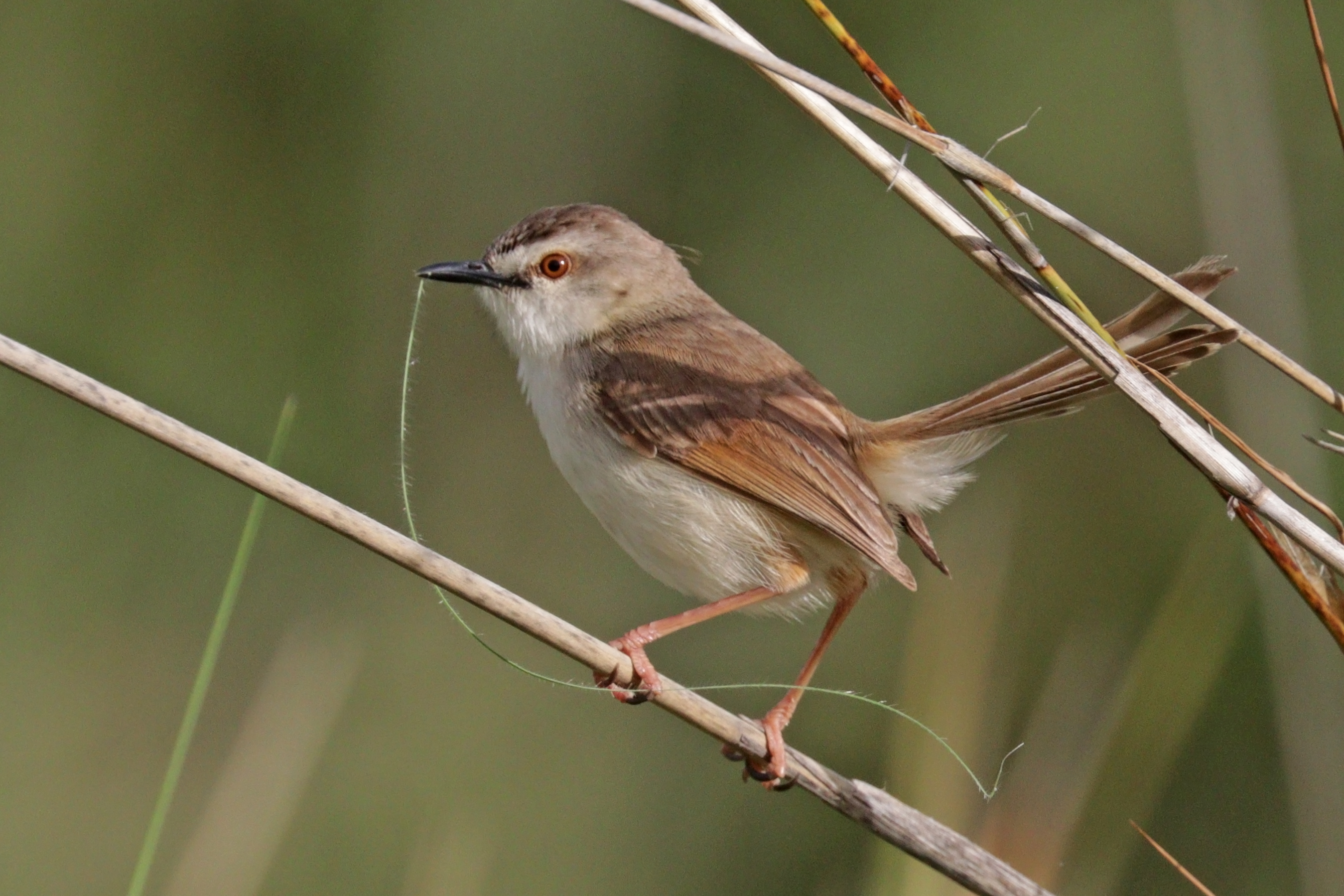
P. s. bechuanae en Namibia, con material para el nido.

Fue descrita científicamente en 1789 por el naturalista alemán Johann Friedrich Gmelin. Anteriormente se consideraba conespecífica de la prinia sencilla (P. inornata) del sur de Asia, pero en la actualidad se consideran especies separadas.
Actualmente se reconocen diez subespecies:
- P. s. subflava (Gmelin, JF, 1789) - se extiende desde el sur de Mauritania y Senegal al interior de Etiopía y el norte de Uganda;
- P. s. pallescens Madarász, 1914 - se encuentra del norte de Mali al noroeste de Eritrea y norte de Ethiopia;
- P. s. tenella (Cabanis, 1868) - se localiza en el sur de Somalia, el este de Kenia y Tanzania;
- P. s. melanorhyncha (Jardine y Fraser, 1852) - se extiende de Sierra Leona al sur de Uganda, el centro de Kenia y el noroeste de Tanzania;
- P. s. graueri Hartert, 1920 -	está presenta en el centro de Angola, el sur y este de la República Democrática del Congo y Ruanda;
- P. s. affinis (Smith, A, 1843) - se encuentra de la RDC y sudoeste de Tanzania al noreste de Sudáfrica;
- P. s. kasokae White, CMN, 1946 - ocupa el este de Angola y el oeste de Zambia;
- P. s. mutatrix Meise, 1936 - está presente de sur de Tanzania al este de Zimbabue y el centro de Mozambique;
- P. s. bechuanae Macdonald, 1941 - se extiende del suroeste de Angola y el norte de Namibia al noroeste de Zimbabue;
- P. s. pondoensis Roberts, 1922 - se localiza en el sur de Mozambique y el este de Sudáfrica.

## Distribución y hábitat
Sus diez subespecies se distribuyen por la mayor parte del África subsahariana, excepto en las partes más secas y algunas de las más húmedas. Está ausente en la mayoría de la cuenca del Congo, el sur de Namibia, el sudeoeste de Botsuana y la mitad oeste de Sudáfrica. 
Se encuentra las zonas de matorral y herbazales de una gran variedad de hábitats, incluidos los bosques, las sabanas y las zonas cultivadas. Se adapta bien a los hábitats modificados por los humanos, y no se considera en peligro de extinción.

## Comportamiento

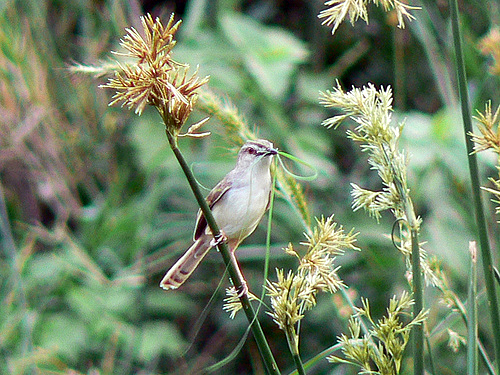
Recolectando material para en nido.

Se alimenta de insectos y otros invertebrados. Busca alimento entre los matorrales o el sotobosque en pequeñas bandadas.
Su llamada es una especie de ronquido corto y rápido. Su canto consiste en una serie de trinos monótonos. El macho suele cantar desde posaderos descubiertos.
Su nido tiene forma de bolsa y está hecho de hierba entretejida. Lo construye a uno o dos metros del suelo. Suele poner entre dos y cuatro huevos, de color variable y con motas marrones o moradas.